# Sân vận động Bucheon
Sân vận động Bucheon (tiếng Hàn Quốc: 부천종합운동장) là một sân vận động đa năng ở Bucheon, Gyeonggi, Hàn Quốc. Sân hiện được sử dụng chủ yếu cho các trận đấu bóng đá. Đây là sân nhà của Bucheon FC 1995 kể từ năm 2008. Sân vận động có sức chứa 34.456 khán giả và được khánh thành vào năm 2001.